# Flügel (Vogel)

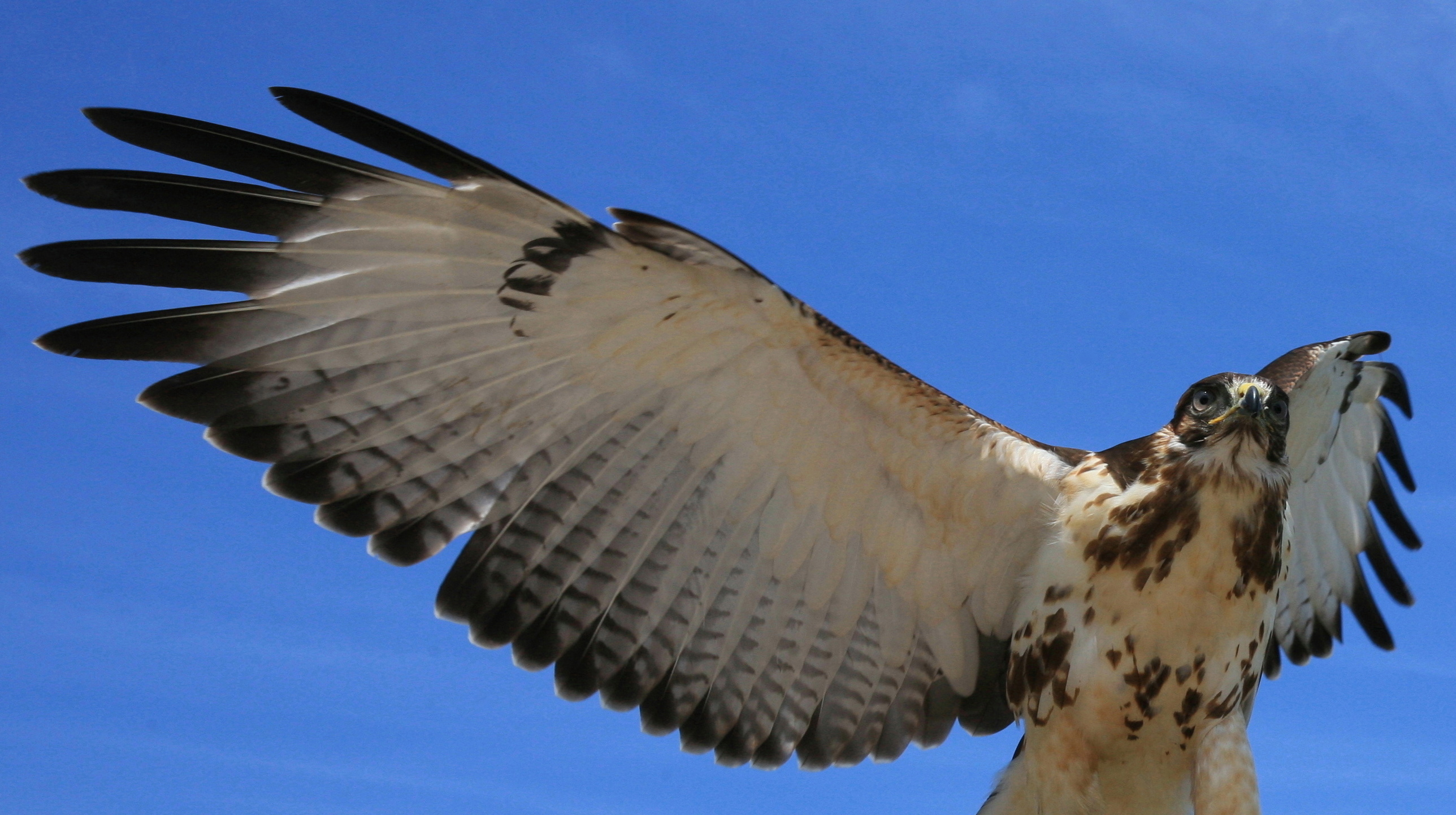
Flügel eines Rotschwanzbussards

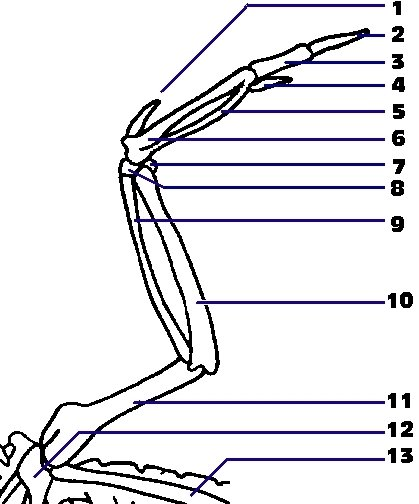
1 Daumen (Digitus alulae)
2 Endglied des Digitus major
3 Grundglied des Digitus major
4 Digitus minor
5 + 6 Carpometacarpus, ein Knochen aus verschmolzenen Handwurzel- und Mittelhandknochen, die beiden Teile heißen:
5 Os metacarpale minus
6 Os metacarpale majus
7 Os carpi ulnare (Handwurzelknochen an der Elle)
8 Os carpi radiale (Handwurzelknochen an der Speiche)
9 Speiche (Radius)
10 Elle (Ulna)
11 Oberarmknochen (Humerus)
12 Rabenbein oder Rabenschnabelbein (Coracoid)
13 Schulterblatt (Scapula)

Flügel, auch Schwingen genannt, sind bei Vögeln zum Fliegen dienende, mit Federn bedeckte Bewegungsorgane, die durch Umbildung der Vordergliedmaßen entstanden sind. Beim Fliegen erzeugt der Vogel durch Flügelschlagen dynamischen Auftrieb und Vortrieb, oder nutzt die ausgebreiteten Flügel zum Gleitflug, wobei oft Aufwinde genutzt werden.

## Anatomie

### Skelett
Die Flügel der Vögel sind umgebildete Vorderextremitäten, das Flügelskelett besteht daher wie die Vorderextremitäten anderer Landwirbeltiere aus einem Oberarmknochen (Humerus), den Unterarmknochen Elle (Ulna) und Speiche (Radius) sowie den Handknochen. In Anpassung an die geänderte Funktion des Fliegens haben sich diese Knochen stark verändert. 
Bei angelegtem Flügel ist der meist kräftig ausgebildete Humerus waagerecht gestellt. Die Ulna ist kräftiger als der Radius und dient als Insertionsstelle der Armschwingen. Die Ulna liegt ventral zum Radius, beide Knochen liegen bei angelegtem Flügel parallel zum Humerus.

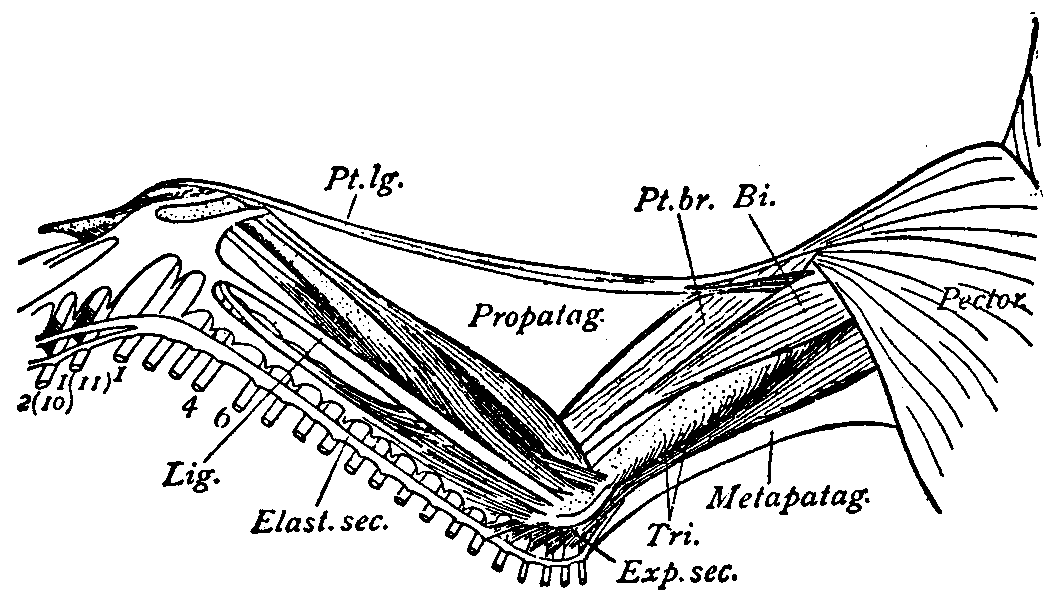
Flughäute und Flügelmuskeln einer Gans
Propatag. Propatagium, vordere Flughaut
Metapatag. Metapatagium, hintere Flughaut
Lig. Randligament
Elast. sec. Bindegewebiges Band, das die Arm- und Handschwingen in Position hält
Exp. sec. Expansor secundariorum
Pt. lg. Musculus tensor patagii longus
Pt. br. Musculus tensor patagii brevis
Bi. Musculus biceps brachii
Tri. Musculus triceps brachii
Pector. Musculus pectoralis

Die stärksten Veränderungen haben die Handknochen erfahren. 
- Von den zahlreichen Handwurzelknochen (Ossa carpi) bei anderen Wirbeltieren sind nur noch zwei vorhanden, das Os carpi radiale und das Os carpi ulnare.
- Die bei der Entwicklung noch angelegten distalen (körperfernen) Handwurzelknochen (Ossa carpalia distalia) verwachsen zum einen miteinander und zum anderen mit den proximalen (körpernahen) Enden der ursprünglich drei Mittelhandknochen (Ossa metacarpalia), die damit nur noch einen Knochen bilden, zum Carpometacarpus. Der Carpometacarpus bildet eine Knochenspange. Der dickere Ast dieser Spange (vermutlich der zweite Mittelhandknochen) wird als Os metacarpale majus bezeichnet, der dünnere Ast (vermutlich der dritte Mittelhandknochen) als Os metacarpale minus.

Die Anzahl der Finger ist auf drei reduziert: 
- Der Daumen (Digitus alularis) besteht nur aus einem Fingerknochen, der Phalanx digiti alulae.
- Ein größerer Finger, der Digitus major, besteht aus zwei Fingerknochen (Phalanx proximalis und Phalanx distalis digiti).
- Ein kleiner Finger, der Digitus minor, besteht aus einem Knochen (Phalanx digiti minoris).

Die von innen nach außen gezählten Handschwingen 1 bis 6 setzen am Carpometacarpus an, die Handschwingen 7 bis 10 an den zwei Fingerknochen des Digitus major.

### Flughäute

1 Handschwingen, 2 Handdecken, 3 Daumenfittich, 4 Armschwingen, 5 Große Armdecken, 6 Mittlere Armdecken, 7 Kleine Armdecken, 8 Schirmfedern, 9 Schulterfedern

Flughäute verspannen die verschiedenen Flügelteile miteinander, füllen die Freiräume zwischen den Knochen aus und begrenzen den Flügelkern nach vorne und hinten. Am wichtigsten sind die vordere Flughaut, die hintere Flughaut und das große Randligamend zwischen Ellenbogen und Mittelhandknochen.

### Federn
Die Schwungfedern sind die größten Federn am Flügel und werden nach Insertionsort in Handschwingen und Armschwingen unterteilt. Ein bindegewebiges Band hält sie in der richtigen Position. Sie greifen dachziegelartig ineinander. Die beiden Federfahnen sind ungleichmäßig breit, so dass der Luftzug dazu führt, dass die Federn sich beim Schlag nach oben so drehen, dass die Luft zwischen den Schwungfedern hindurchstreichen kann. Wenn der Flügel wieder nach unten schlägt, drehen sie sich zurück und bilden eine geschlossene Fläche. Die Schwungfedern sind bei flugunfähigen Vögeln meist stark reduziert. 
Die Schwungfedern werden an den Basen von mehreren Reihen kleinerer Decken überdeckt, so dass ein vollkommener Schluss des Flügels hergestellt wird. 
Die kleinen, vom Daumen getragenen Federn an der Vorderkante des Flügels werden Daumenfittich oder Alula genannt und bei hoher Fluggeschwindigkeit zum Steuern und Bremsen benutzt. 
Die zusammengefalteten Flügel werden von oben gesehen zum großen Teil von den Schirmfedern bedeckt.

### Muskulatur, Sehnen und Bänder

Sowohl der Muskel Pectoralis superficialis, der den Flügel senkt, als auch der Muskel Pectoralis supracoracoideus, der den Flügel hebt, setzen am Brustbeinkamm an.

Etwa 50 verschiedene Muskeln tragen zu den Bewegungen der Flügel bei. Die beiden größten davon nennen sich Brustmuskel und setzen am Brustbeinkamm (Crista sterni) an. Oberflächlich liegt der Große Brustmuskel (Musculus pectoralis major oder Musculus pectoralis superficialis). Wenn er sich zusammenzieht, wird der Flügel nach unten gezogen und nach vorne unten gedreht. Er ist der größte Muskel des Vogels.
Der Kleine Brustmuskel (Musculus pectoralis minor, Musculus pectoralis profundus oder Musculus supracoracoideus) liegt weiter unter der Oberfläche direkt über den Rippen und zieht vom Brustbeinkamm durch das Dreiknochenloch (Foramen triosseum) zur Oberseite des Oberarmknochens (Humerus). Das Dreiknochenloch liegt zwischen drei Knochen des Schultergelenks, also zwischen dem Rabenbein (Coracoid), dem Schulterblatt (Scapula) und dem Gabelbein (Furcula). Wenn sich der Kleine Brustmuskel zusammenzieht, wird der Flügel dadurch angehoben.
Der kleine Brustmuskel wird durch den Deltamuskel (Musculus deltoideus) unterstützt, der den Flügel ohne eine Kraftumleitung durch das Dreiknochenloch direkt nach oben zieht und gleichzeitig die Drehung des Flügels nach vorn unten rückgängig macht. Daneben spannt der Deltamuskel die vordere Flughaut. Der Deltamuskel setzt sich aus zwei Teilen zusammen, dem Musculus deltoideus anterior und dem Musculus deltoideus posterior. Bei Singvögeln ist sein Hauptanteil stark reduziert oder fehlt.
Am Flügel selber befinden sich noch viele kleinere Muskeln, die die genaue Stellung des Flügels kontrollieren. Der Musculus rhomboideus zieht den Flügel nach vorne, Musculus latissimus dorsi zieht den Flügel nach hinten. Musculus biceps brachii und Musculus triceps brachii ziehen die Flügel nach vorne und hinten. Musculus extensor carpi und Musculus flexor carpi strecken und beugen das Handgelenk. Die Finger werden durch Musculus extensor digiti und Musculus flexor digiti gestreckt und gebeugt. Weitere Muskeln bewegen die einzelnen Finger.

## Funktion
Mit Hilfe der Federn wird ein stromlinienförmiges Profil (siehe Tragfläche) erzeugt. Im Gleitflug (kein aktiver Flügelschlag) entsteht an der Unterseite ein leichter Überdruck und auf der Oberseite ein starker Unterdruck, der den Flügel und damit den Vogel nach oben zieht. Eine technische Umsetzung des Vogelflugs erfolgt im Ornithopter.

## Galerie

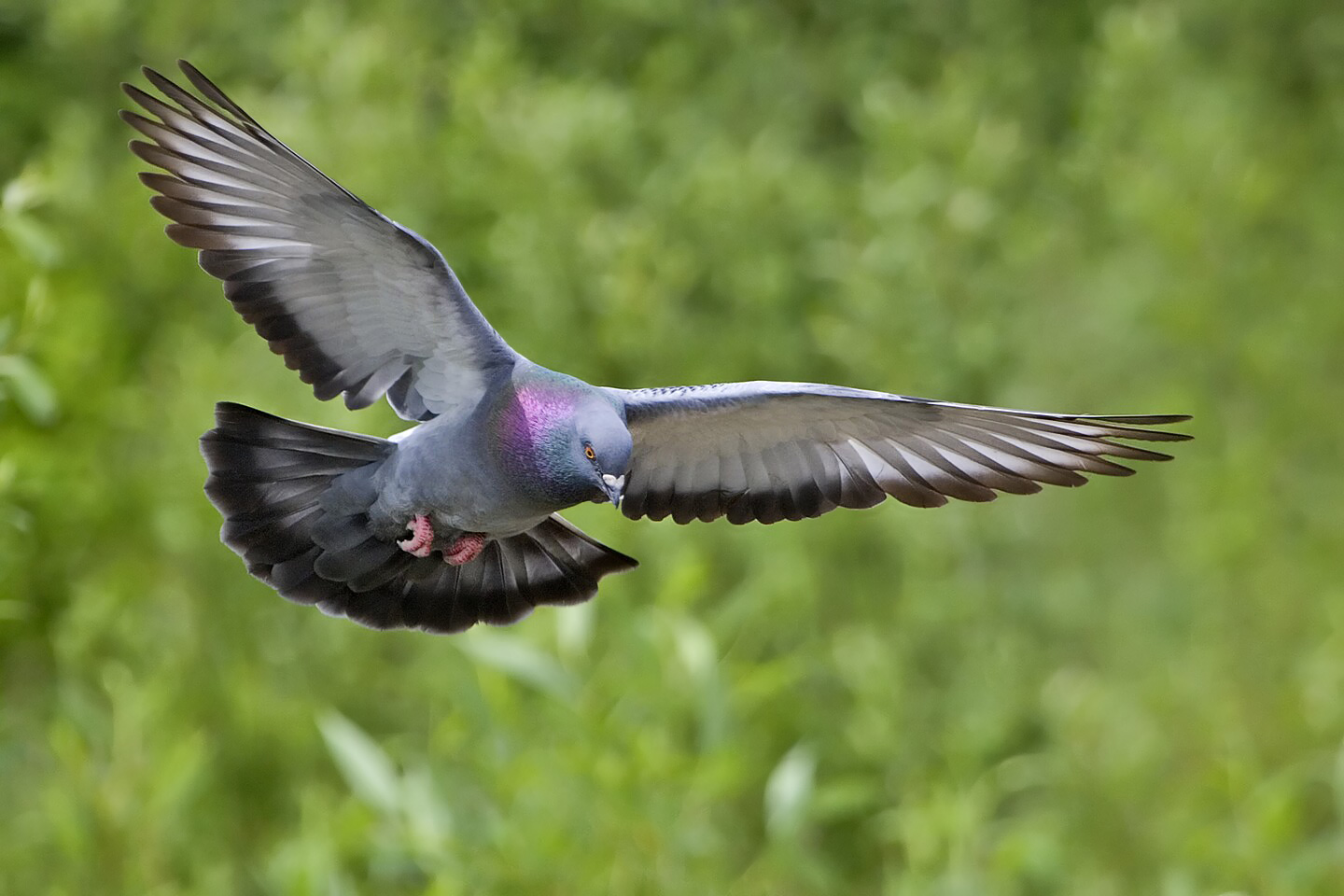
Stadttaube (Columba livia) im Flug
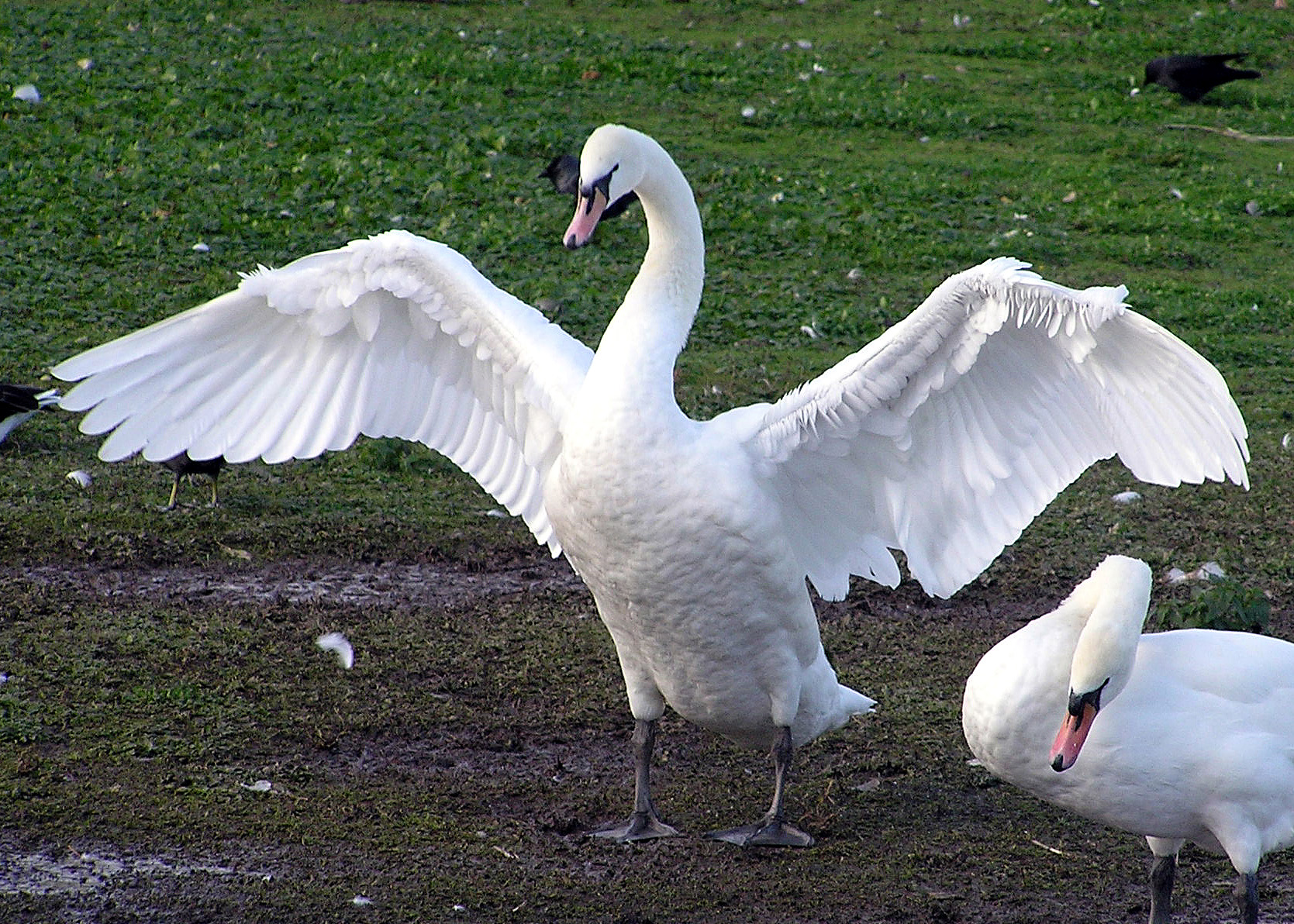
Ein Höckerschwan (Cygnus olor) spreizt die Flügel.
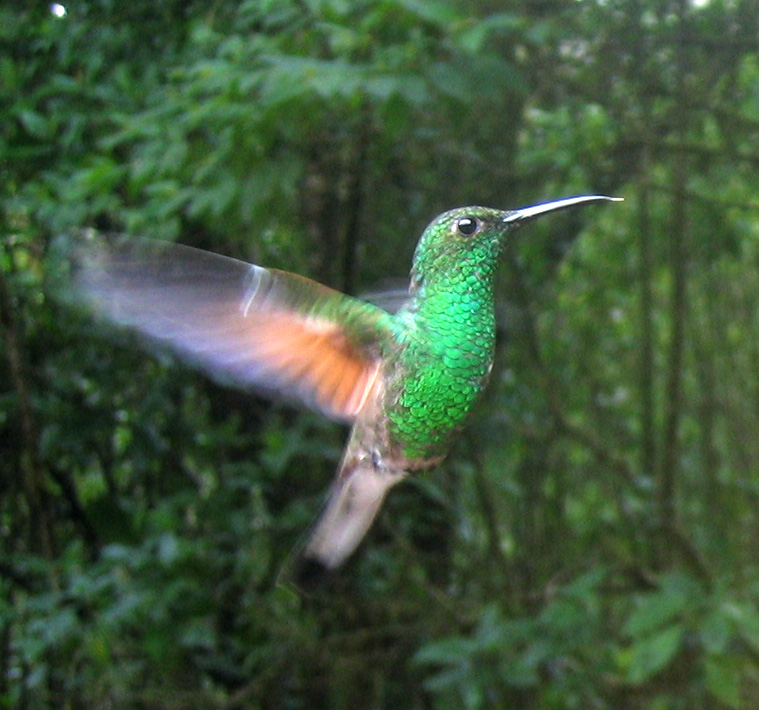
Streifenschwanzkolibri (Eupherusa eximia) im Schwirrflug
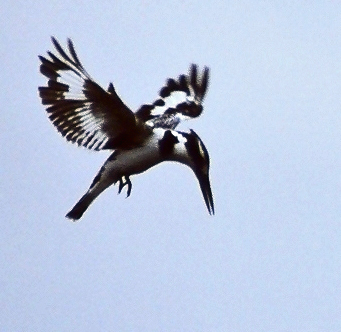
Graufischer (Ceryle rudis) im Rüttelflug
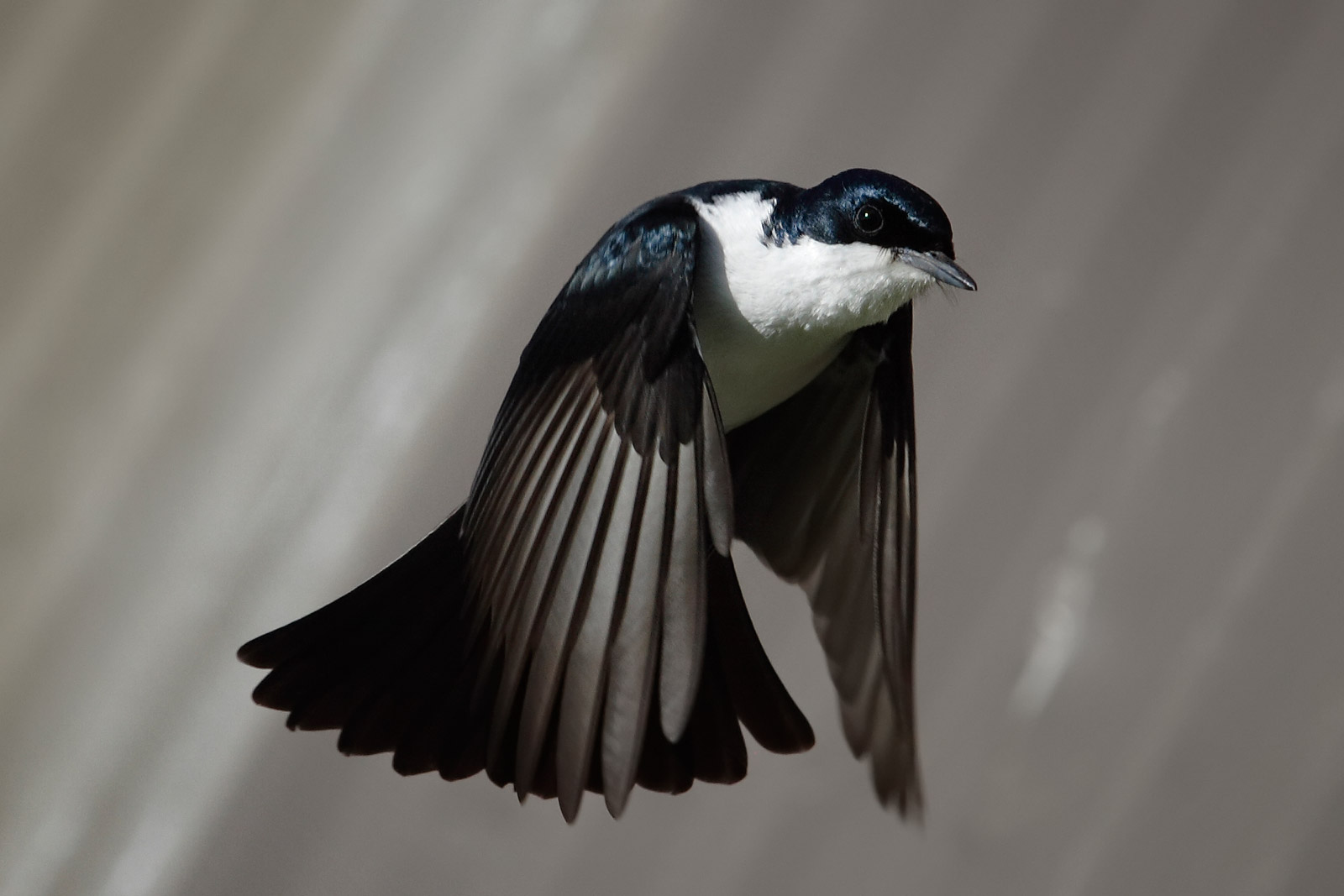
Weißkehlmyiagra (Myiagra inquieta) im Flug